# Feuilleton
A feuilleton (IPA: [føjəˈtɔŋ] kiejtése?*; jelentése franciául: levelek) egy újságírói tárcát, egy rovatot az újságban, egy adott irodalmi műfajt vagy egy újságírói ábrázolási formát jelöl.
A 19. század közepe óta a feuilleton mint egy újság kulturális rovata, az öt klasszikus rovat egyike a politika, az üzleti élet, a helyi rovat és a sportrovat mellett. Cikkeket tartalmaz olyan témákban, mint az irodalom, a színház, a zene, a vizuális művészetek és a film.

## A feuilleton mint rovat

### Feladatai
Németországban a feuilleton hagyományosan a kulturális eseményekről, fejlesztésekről és újításokról szóló újságírói tudósításokat jelenti. A német újságok kulturális rovatánál a feuilleton kifejezés olyan sajátos helyként honosodott meg, ahol riportok, esszék, kommentárok és kritikai viták találhatók. A feuilleton mint publicisztikai ábrázolási forma „határozottan személyesen írja le az élet apróságait és mellékes dolgait, és megpróbál ezekből emberi, megindító, épületes dolgot nyerni”.

### Témái
A feuilleton főként olyan kulturális témákkal foglalkozik, mint a művészet és a filozófia (könyv-, film- és kiállításkritikák). Gyakran olyan témákat is felvet, mint a popkultúra vagy – nem ritkán esszéisztikus stílusban – a politika, a gazdaság, a technológia és a természettudományok. Politikai álláspontja olykor kiegészíti a többi klasszikus rovat napi jelentését.

### Szövegtípusai
Különféle újságírói műfajok találhatók a feuilletonban (a kultúra rovatban). Ide tartoznak a riportok, esszék, glosszák, interjúk, megjegyzések, hírek, riportok, ismertetők (néha kritikának is nevezik) és portrék. Mindegyik szövegtípusnak más és más a célja. A feuilleton-cikkeket gyakran a véleménynyilvánító írásmód jellemzi. Általában szubjektíven ítélik meg, úgy értelmezik, amelyben a szerző ismerteti álláspontját.

## Eredete és története

### A klasszikus feuilleton

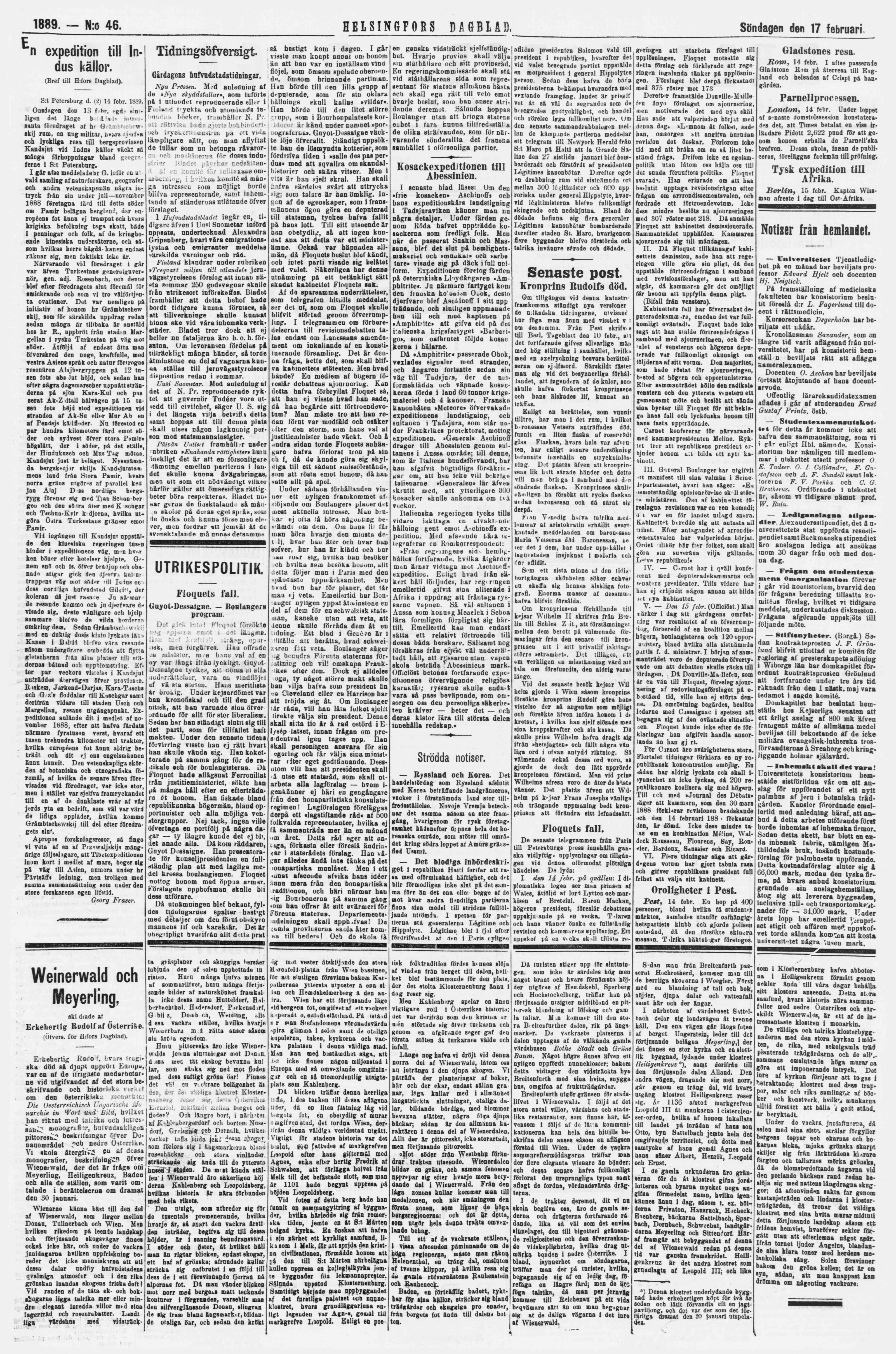
Egy oldal Finnországból, a Helsingfors Dagblad svéd nyelvű újság (1889. február 27.), feuilletonja a vonal alatt olvasható

Feuilleton-formák már jóval azelőtt léteztek, mint ahogy ezt a kifejezést használták volna. Már az első újságok is tartalmaztak könyv- és színházkritikákat, és megjelentettek verseket vagy regényrészleteket. A feuilleton kifejezés a francia forradalom idejére nyúlik vissza. A 18. század végén kezdődött (1789), hogy színházi híreket és kritikákat tartalmazó szórólapot csatoltak a Journal des Débats-hoz. A szerző, újságíró és mindenekelőtt a kultúrakritikus, Julien Louis Geoffroy „Feuilleton”-nak nevezte rovatát, amelyben főleg színházi előadásokról és könyvekről tárgyalt. Ezek olyan népszerűek voltak, hogy a főoldalra kerültek, vastag vonallal elválasztva, annak alsó harmadában. Innen származik a „vonal alatt” mondás; egy rubrika, ahogy a Die Tageszeitung még ma is – használja. Ez a vonal megkönnyítette az olvasó számára, hogy megtalálja ezt a népszerű rovatot, és az akkori szokásnak megfelelően, könnyebben kivágja az újságból, hogy összegyűjtse. A bírálókat – ha voltak– nagyon rosszul fizették, ráadásul az akkori magas könyvárak mellett vissza is kellett küldeniük a könyveket, vagy csak az adott könyv megvásárlásához kaptak kedvezményt.
A 19. században a német nyelvterület újságai is átvették ezt a mellékletet a fő újságba.
Néhány híres zenész írt zenekritikákat a feuilletonhoz, például Richard Wagner vagy Engelbert Humperdinck a Frankfurter Zeitung számára. Híres és sikeres tudósok is írtak feuilletonokat, például Paul Ehrlich, Justus von Liebig és Alexander von Humboldt itt ismertette eredményeit és kutatásait.
A 20. század elején a művészeti oldalakon egyre gyakrabban jelentek meg sorozatregények. Ezek nagyon népszerűek voltak az olvasók körében, és két szempontból is nagyon hasznosak voltak a kiadó számára. Egyrészt az olvasókat az adott újsághoz kötötték, másrészt olcsó eszközt jelentettek a lap hiányosságainak pótlására. Abban az időben a színházi kritikák rendkívül népszerűek voltak, különösen a nagyvárosokban. Volt néhány nagyon jól ismert, főállású színházi kritikus, mint például Siegfried Jacobsohn, Alfred Kerr vagy Alfred Polgar.

### Modern feuilleton
Heinrich Heine mellett, aki az Allgemeine Zeitung rovatában írt, Ludwig Börnét is a modern feuilletonizmus megalapítójaként tartják számon. A 20. század modern feuilleton mintájaként a Berliner Tagblatt mellett a Frankfurter Zeitung is szerepelt, amely az 1920-as években sok nagy nevet hozott (pl. Joseph Roth, Walter Benjamin és Siegfried Kracauer). Ausztriában a Neue Freie Presse feuilletonja stílusmeghatározó jelentőséggel bírt olyan szerzőkkel, mint Herzl Tivadar, Hugo von Hofmannsthal, Felix Salten, Alice Schalek, Arthur Schnitzler, Bertha von Suttner és Stefan Zweig.
Az országos lapoknak mindig vannak kulturális rovataik néhány állandó szerkesztővel. Ezek az újságok gyakran büszkék feuilletonjaikra. Schneider/Raue szerint egyenesen büszkék arra is, hogy szövegeik nem érthetőek a teljes lakosság számára, így feuilletonjukat szándékosan nem a többségnek szánják. Nem minden újságnak van saját kulturális részlege vagy műsoros rovata. A helyi újságoknak különösen ritkán van saját kulturális rovatuk. A Perlentaucher napi online kulturális magazin a nagy német nyelvű újságok feuilletonjait foglalja össze.

## A feuilletonizmus mint kritikai fogalom
A feuilleton vagy feuilletonizmus gyakran egyértelműen negatív jelentésű kifejezés, amely szerint a szerző tárgyát arrogáns, irreleváns vagy torzító módon kezeli. Az Üveggyöngyjátékban Hermann Hesse például a kulturális kreativitás önkényes szakaszaként bírálja idejét, a „feuilletonizmus kora” hívószóval.
Az erős antiszemita irányzatok különösen az előző századforduló polgári feuilletonjában terjedtek el. A nemzetiszocializmus idején a feuilletont kultúrpolitikai célokra használták, és elsősorban a társadalom identitásának formálására és ízlésének normatív módon történő befolyásolására szolgált.

## Feuilletonista stílus
A feuilletonista stílus "irodalmi, beszélgetős vagy humoros".  Retorikai alakzatokat és szófigurákat használ. Néhány példa: metafora, párhuzamosság, anafora, epifora, antitézis, csúcspont, hiperbola, irónia.

## Fordítás
Ez a szócikk részben vagy egészben  a   Feuilleton című német Wikipédia-szócikk ezen változatának fordításán alapul.  Az eredeti cikk szerkesztőit annak laptörténete sorolja fel. Ez a jelzés csupán a megfogalmazás eredetét és a szerzői jogokat jelzi, nem szolgál a cikkben szereplő információk forrásmegjelöléseként.